# A Gentleman's Guide to Love and Murder
A Gentleman's Guide to Love and Murder è un musical, con libretto e testi di Robert L. Freedman e musiche e testi di Steven Lutvak. È basato sul romanzo del 1907 Israel Rank: The Autobiography of a Criminal di Roy Horniman, già riadattato nel 1949 nel film di Robert Hamer Sangue blu. Lo spettacolo aprì a Broadway al Walter Kerr Theatre nel 2013, rimase in scena per 905 repliche e vinse quattro Tony Award, incluso il Tony Award al miglior musical. Particolarmente apprezzata fu la performance di Jefferson Mays nel ruolo dei nove membri della famiglia D'Ysquith.

## Trama

### Atto I
Un gruppo di persone vestite a lutto salgono in scena e avvertono il pubblico che lo spettacolo che stanno per guardare ha dei contenuti piuttosto inquietanti ed incoraggiano gli spettatori più sensibili a lasciare la sala (Prologue: A Warning to the Audience).
Nel 1909 Lord Montague "Monty" D'Ysquith Navarro, nono conte di Highhurst, è in prigione in attesa del verdetto per una serie di efferati omicidi. Temendo la pena capitale, Monty comincia a scrivere le sue memorie, intitolandole A Gentleman's Guide to Love and Murde (Guida del gentiluomo all'amore e all'omicidio).
Nel 1907, Monty vive in uno squallido appartamento a Clapham, che divideva con la madre, una lavandaia, appena morta. Dopo il funerale Miss Marietta Shingle, un'amica della defunta, informa Monty che la madre apparteneva alla nobile famiglia D'Ysqith, ma che era stata diseredata dopo essere fuggita con uno spagnolo, il padre di Monty. Monty è quindi nono in lista di successione per il titolo di conte D'Ysquith e Miss Shingle gli suggerisce di contattare il conte per farsi riammette in famiglia (You're A D'Ysquith). Monty allora scrive a Lord Asquith D'Ysquith, un ricco banchiere, in cerca di lavoro. Il giovane è innamorato di Sibella Hallward, una bellissima ragazza troppo venale per sposare uno spiantato come lui e fidanzata con Lionel Holland (I Don't Know What I'd Do).  Sibella non crede che Monty sia un D'Ysquith, ma gli fa comunque notare che otto persone dovrebbero morire in modo che lui possa ereditare il titolo. Asquith D'Ysquith Jr., figlio di Lord Ysquith, risponde alla lettera di Monty negando l'esistenza della sorella Isobel e vietando al ragazzo di contattare nuovamente la famiglia. Monty è umiliato, ma rifiuta di cedere e vivere per sempre nella miseria (Foolish To Think). Il giovane va a fare un tour di Highhurst Castle, la tenuta della famiglia D'Ysquith, dove i ritratti dalle pareti avvertono Monty a desistere dal suo intento (A Warning to Monty). Lord Adalbert D'Ysquith, l'attuale conte, coglie Monty in flagrante e lo butta fuori, ribadendo il suo disprezzo per i poveri (I Don't Understand the Poor). Monty allora decide di provare a contattare un altro membro della famiglia, il reverendo Lord Ezekial D'Ysquith, che ricorda Isobel come una donna dolce che spezzò il cuore del padre. Tuttavia, il reverendo si rifiuta di intercedere per Monty presso la famiglia, perché è deciso ad evitare intrighi famigliari. Decide però di fargli fare un tour della chiesa di famiglia, incluso il campanile. Saliti sulla torre campanaria, il prete scivola dalla balaustra a causa della sua ubriacatura e del forte vento. Monty sta per assistere il prete ma, una volta realizzato che se Ezekial muore avrà una persona in meno davanti a lui per diventare conte, lo lascia precipitare nel vuoto (Foolish to Think (Reprise)).
Monty ritorna al suo triste lavoro da impiegato, frustrato perché sa di contribuire all'arricchimento di uomini ricchi e oziosi, tra cui Asquith D'Ysquith Jr. Un giorno Asquith e la fidanzata Evangeline Barley partono per la vacanze in un resort invernale e Monty li segue, deciso ad avvelenare il rampollo della famiglia. Tuttavia, non ha occasione per avvicinarsi abbastanza al parente per avvelenarlo, ma viene colto da un'improvvisa ispirazione quando lo vede pattinare sul lago ghiacciato: sega un buco sul ghiaccio e lascia che D'Ysquith e la Barley anneghino nelle acque gelate (Poison in My Pocket). Tornato a Londra, Monty riceve una lettera da Lord Asquith D'Ysquith, che si dice contrito per il tono della lettera del figlio e offre a Monty una posizione importante e ben salariata nella sua banca, che il protagonista accetta ben volentieri. Dopo aver scoperto dell'ascesa sociale ed economica di Monty, Sibella riconsidera il suo fidanzamento con Lionel, ma decide comunque di non sconvolgere la propria vita (Poor Monty). Monty intanto si reca in campagna per incontrare un cugino, il proprietario terriero Henry D'Ysquith, che salva in un pub dall'assalto di un creditore. I due legano e Monty scopre che Henry, pur essendo sposato , preferisce nettamente la compagnia maschile (Better With A Man). Henry invita il cugino nella sua tenuta a Salisbury per condividere con lui una delle sue più grandi passioni, l'apicultura. Alla tenuta, Monty imbeve la tuta d'apicoltore di essenza di lavanda, di cui le api sono ghiotte, e mentre il cugino viene punto a morte dalle amate api Monty conosce la sorella di Henry, la bella Phoebe D'Ysquith, con cui scopre di avere molto in comune (Inside Out). Monty consola Phoebe per la perdita del fratello e, dato che non può avere Sibella, decide che la donna potrebbe essere la sua contessa perfetta: dato che Phoebe non è davanti a lui in linea di successione e simpatizza per la causa di Isobel, Monty prova per lei un sincero affetto. Ci sono altre donne in famiglia di cui Monty si deve liberare, tra cui Lady Hyacinth D'Ysquith: la donna fa beneficenza e Monty la convince ad intraprendere missioni caritatevoli impossibili, prima in India, poi in Egitto e infine in Africa, dove l'aristocratica viene sbranata dai cannibali (Lady Hyacinth Abroad).
Monty si dimostra un ottimo agente di cambio, con grande soddisfazione di Lord D'Ysquith, ed è diventato l'amante di Sibella, ora sposata. La prossima vittima di Monty è il sindaco Lord Bartholomew D'Ysquith, un fissato di eugenetica, body-building e vegetarianismo; Monty incontra Bartholomew a una competizione di sollevamento pesi, si fa ingaggiare come suo aiutante e gli riempie la sbarra di pesi finché il nobile non regge più e i pesi cadono su di lui, decapitandolo. Intanto anche Phoebe inizia a nutrire dei sentimenti per Monty, commossa dalle sue attenzioni per aiutarla con il lutto. Lady Salome D'Ysquith Pumphrey è una pessima attrice che recita nei teatri del West End nei panni di Hedda Gabler e Monty, ricordandosi che il personaggio si suicida alla fine del dramma, sostituisce la pistola finta con una vera e la D'Ysquith si spara in scena. Con la morte di Lord Ezekial, Asquith Jr., Henry, Lady Hyacinth, Lord Bartholomew e Lady Salome solo due persone si ergono tra Monty e il titolo: il conte e Lord D'Ysquith, il datore di lavoro del protagonista. Monty è tormentato, dato che non vuole uccidere il suo benefattore, ma Lord D'Ysquith muore inaspettatamente per un arresto cardiaco. Lord Adalbert realizza di essere l'ultimo D'Ysquith ancora in vita e intanto tutta la Londra è in subbuglio per il giovane Monty, la cui mirabolante ascesa lascia tutti a bocca aperta (The Last One You'd Expect).

### Atto II
Il sipario si alza sul funerale di Lord Asquith Sr, in cui Monty tiene un toccante elogio funebre; gli astanti però sono seccati dal gran numero di funerali di D'Ysquith a cui sono costretti ad andare (Why Are All the D’Ysquiths Dying?). Anche Lord Adalbert è preoccupato e teme di essere il prossimo D'Ysquith a morire (Why Are All the D’Ysquiths Dying? (Reprise)). Monty e Sibella continuano con la loro tresca ed il ragazzo è perdutamente innamorato della donna nonostante le sue numerose pecche (Sibella). Sibella è infelice con Lionel, ma non rimpiange di essersi sposata per convenienze e incoraggia Monty a fare lo stesso; gli chiede anche di far invitare Lionel a Highhurst Castle, dato che il marito ha aspirazioni politiche. Phoebe arriva inaspettatamente e Monty la riceve, dopo aver chiuso l'amante nella stanza accanto: la giovane chiede a Monty di sposarla e il ragazzo accetta, pur sapendo di essere conteso da due donne (I’ve Decided to Marry You). Lady Hyacinth, inaspettatamente tornata dall'Africa, si aspetta a sbarcare trionfalmente dall'Africa e Monty abbatte con un'ascia i supporti del molo, che crolla uccidendo definitivamente la Lady. Monty, Phoebe, Sibella e Lionel vengono invitati da Lor Adalbert a Highhurst Castle; Monty e Phoebe sono i primi ad arrivare e incontrano la moglie del conte, Lady Eugenia D’Ysquith. I ritratti del castello scoraggiano ancora una volta Monty dal terminare la sua impresa (Final Warning). La tensione tra Lord e Lady D'Ysquith è palpabile e il conte fa dei commenti indelicati su Isobel, prima di chiedere a Monty di raggiungerlo in sala d'armi. Sibella arriva al castello senza il marito, trattenuto a Newmarket, e scopre del fidanzamento tra Phoebe e Monty: la donna supplica l'uomo di lasciarla e si dichiara innamorata di lui, ma Monty, seppur combattuto, le dice di lasciarlo perdere. Durante la cena, Monty vuole avvelenare Lord Adalbert, ma non riesce mai a trovare l'occasione adatta (Poison in My Pocket (Reprise)). A sorpresa compare Miss Shinglem, che si scopre essere alle dipendenze dei D'Ysquith da 39 anni. Monty avvelena il dolce di Lord Adalbert, ma il conte lo offre invece a Sibella e Monty è costretto a farlo cadere per salvare la donna. L'aristocratico comincia a raccontare la storia di quando il suo valletto lo tradì durante le guerre boere (Looking Down the Barrel of a Gun) e fa impersonare a Monty il ruolo del traditore: gli dà un fucile e glielo fa puntare contro. Ma Monty non può uccidere l'uomo davanti a tutti e si lascia sfuggire la sua unica occasione di diventare conte; Lord Adalbert prende un sorso dal suo bicchiere e, con grande sorpresa di tutti, crolla a terra morto.
Con la morte di Adalbert, Monty diventa Lord Montague D’Ysquith, nono conte di Highhurst e sposa Phoebe. Al loro ricevimento di nozze irrompe la polizia, che arresta Mony per l'omicidio di Lord Adalbert: l'autopsia ha rivelato che il conte è stato avvelenato e Monty viene incriminato per l'unico assassinio che non ha commesso (Stop! Wait! What?!). Monty è processato alla camera dei Lord, dove le testimonianze sembrano sia incolparlo che scagionarlo: Sibella testimonia in suo favore, ma in un eccesso di passione rivela il trattamento iniquo che i D'Ysquith avevano riservato alla madre di Monty. La notte prima della sentenza, Monty scrive le sue confessioni nella cella in cui è rinchiuso, vigilato dalla guardia Chauncey. Si scopre che anche Chauncey è un D'Ysquith, ma che non si è voluto immischiare negli intrighi di famiglia perché è consapevole che i D'Ysquith hanno sì molti privilegi, ma anche molti problemi. Commosso dall'incontro, Monty stringe la mano al parente. Phoebe viene in visita, convinta dell'innocenza del marito, ma gli chiede se Sibella lo ami e prende il suo silenzio come una risposta. Sibella e Phoebe escogitano separatamente lo stesso piano per liberarsi della rivale e salvare Monty: entrambe scrivono una finta confessione da parte dell'altra. Phoebe e Sibella sembrano ugualmente colpevoli alla giuria, che non possono incolpare una se credono che anche l'altra sia colpevole: entrambe vengono assolte e il loro gesto getta una nuova luce sulla presunta colpevolezza di Monty, che viene rilasciato e assolto (That Horrible Woman). Phoebe e Sibella accolgono Monty e decidono di dividerselo tra loro, ma il ragazzo realizza di aver lasciato in cella le sue memorie, che costituiscono una piena confessione di altri sei omicidi. Chauncey gli riconsegna amichevolmente lo scritto, dicendo che un giorno potrebbe essergli utile. Monty si chiede chi abbia ucciso Lord Adalbert e Miss Shinglem rivela al pubblico di aver aiutato Monty facendo scivolare acido prussico nel bicchiere. La folla in festa accoglie la liberazione di Monty, ma annunciano che non è ancora la fine: infatti Chauncey emerge dall'ombra con una boccetta di veleno, con l'intenzione di liberarsi di Monty per ereditare il titolo (Finale).

## Numeri musicali
Atto I
- "A Warning to the Audience" - Ensemble
- "You're a D'Ysquith" – Miss Shingle e Monty
- "I Don't Know What I'd Do" – Sibella
- "Foolish to Think" – Monty
- "A Warning to Monty" – Ensemble
- "I Don't Understand the Poor" – Lord Adalbert ed ensemble
- "Foolish to Think (Reprise)" – Monty
- "Poison in My Pocket" – Monty, Asquith Jr. e Miss Barley
- "Poor Monty" – Sibella ed Ensemble
- "Better With a Man" – Henry e Monty
- "Inside Out" – Phoebe e Monty
- "Lady Hyacinth Abroad" – Lady Hyacinth ed ensemble
- "The Last One You'd Expect" – Ensemble

Atto II
- "Why Are All the D'Ysquith's Dying" – Lord Adalbert ed ensemble
- "Sibella" – Monty
- "I've Decided to Marry You" – Phoebe, Sibella e Monty
- "Final Warning" – Ensemble
- "Poison in My Pocket (Reprise)" - Monty
- "Looking Down the Barrel of a Gun" – Lord Adalbert
- "Stop! Wait! What?!" – Monty
- "That Horrible Woman" – Sibella, Phoebe, Detective, Magistrato e guardia
- "Finale" – Ensemble